# 下蛭田
下蛭田（しもひるだ）は、埼玉県春日部市の町丁。現行行政地名は下蛭田のみ。丁番の設定のない単独町名である。住居表示未実施地区。郵便番号は344-0043。

## 地理
埼玉県の東部地域で、春日部市西部の沖積平野に位置する。旧古隅田川（昔の利根川）の流域周辺は、かつて大河だった頃の広大な河川区域（旧流路）の痕跡がある。その外側には自然堤防の微高地がある。南西側や現在の古隅田川（旧山城堀）流域は後背湿地の水田地帯が広がる。東側で増富、南側でさいたま市岩槻区南平野、西側で同区東岩槻や花積、北側で上蛭田と隣接する。古隅田川に沿った北側に小さな飛地が二箇所存在する。
地区内は大半が市街化区域で、主に第一種中高層住居専用地域や第二種中高層住居専用地域に指定された戸建ての住宅地となっている。また、さいたま春日部線の道路端から25メートルの範囲内、市道1-18号線の道路端から50メートルの範囲内は第二種住居地域に指定されている。西側の水田地帯は市街化調整区域に指定されている。

### 河川
- 古隅田川（旧山城堀）
- 旧古隅田川
- 上豊川 - 旧古隅田川支流

### 地価
住宅地の地価は、2013年（平成25年）の公示地価によれば、下蛭田348番地18の地点で8万1,000円//m2となっている。

## 歴史
もとは江戸期より存在した武蔵国埼玉郡岩槻領に属した下蛭田村であった。古くは箕輪郷太田荘の内にあったと云う。村高は『武蔵田園簿』によると150石余（田81石、畑69石余）、『元禄郷帳』によると203石余、『天保郷帳』によると228石余、『旧高旧領取調帳』によると224石余であった。助郷は日光街道粕壁宿に出役していた。化政期の戸数は23軒で、村の規模は東西11町余、南北2町余であった。村内に真義真言宗東光院が鎮座していたが、明治期の廃仏毀釈で廃寺となった。その薬師堂では昭和30年代ごろまでささら獅子舞が行なわれていた。
- はじめは岩槻藩領、1756年（宝暦6年）より幕府領となる[5]。
- 幕末の時点では埼玉郡に属し、明治初年の『旧高旧領取調帳』の記載によると、代官・大竹左馬太郎支配所が管轄する幕府領であった[10]。
- 1868年（慶応4年）6月19日  - 代官支配地が武蔵知県事・山田政則（忍藩士）の管轄となる。
- 1869年（明治2年）
  - 1月13日 - 武蔵知県事・宮原忠英の管轄区域に大宮県を設置、同県の管轄となる。県庁は東京府馬喰町に置かれる。
  - 9月29日 - 県庁が浦和に置かれ浦和県に改称。
- 1871年（明治4年）11月13日 - 第1次府県統合により埼玉県の管轄となる。
- 1879年（明治12年）3月17日 - 郡区町村編制法により成立した南埼玉郡に属す。郡役所は岩槻町に設置。
- 1889年（明治22年）4月1日 - 町村制施行により、下蛭田村は上蛭田村、道口蛭田村、花積村、道順川戸村、南中曽根村、新方袋村、増富村、増戸村、上大増新田、下大増新田、谷原新田と合併し南埼玉郡豊春村が成立、下蛭田村は豊春村の大字下蛭田となる。
- 1920年（大正9年）4月1日 - 地内を通る道路[注釈 1]が埼玉県告示第103号により県道5号浦和杉戸線の一部（後の国道16号、現、さいたま春日部線）となり、県道認定される。
- 1929年（昭和4年）11月17日 - 地内に北総鉄道野田線（現、東武鉄道野田線）が延伸開業する。ただし地内に鉄道駅はなし。
- 1947年（昭和22年）9月 - カスリーン台風の襲来により大きな被害を受ける[5]。
- 1954年（昭和29年）7月1日 - 豊春村が南埼玉郡春日部町、武里村、北葛飾郡幸松村、北葛飾郡豊野村と合併し、市制を施行して春日部市が成立、春日部市の大字となる。
- 1963年（昭和38年）4月1日 - 地内を通る県道が埼玉県告示第592号により一級国道国道16号に昇格される（1967年の岩槻春日部バイパスの開通に伴ない、県道45号春日部岩槻線に降格）。
- 1994年（平成6年）4月1日 - 地内の県道45号春日部岩槻線が、埼玉県告示第519・527号により廃止され、主要地方道として県道2号大宮春日部線が認定される（さいたま市発足に伴ない、現在のさいたま春日部線に改称）。
- 1999年（平成11年） - 地内に花積幼稚園が上蛭田（現在の上蛭田6番地の場所）より移転する[11]。
- 2005年（平成17年）10月1日 - 春日部市が北葛飾郡庄和町と合併し、新たな春日部市が発足、同時に住所標記の簡略化のため市内の大字が廃止され[12]、大字下蛭田は丁番の設定のない下蛭田となる[13]。
- 2014年（平成26年）4月1日 - 地内の東武野田線に「東武アーバンパークライン」の路線愛称を設定する。

### 存在していた小字
- 前田・下通・新田・道口前[14]

## 世帯数と人口
2024年（令和6年）1月1日現在の世帯数と人口は以下の通りである。
| 丁目   | 世帯数    | 人口    |
| ------ | --------- | ------- |
| 下蛭田 | 1,424世帯 | 2,940人 |

## 小・中学校の学区
市立小・中学校に通う場合、学区は以下の通りとなる。
| 番地                                                  | 小学校               | 中学校               |
| ----------------------------------------------------- | -------------------- | -------------------- |
| 1番地 - 171番地、173番地 - 431番地、490番地 - 492番地 | 春日部市立豊春小学校 | 春日部市立豊春中学校 |
| 172番地、432番地 - 446番地                            | 春日部市立宮川小学校 | 春日部市立豊春中学校 |

## 交通
地内の北側で東武鉄道野田線（東武アーバンパークライン）が古隅田川を渡る山城第二橋梁付近で僅かにかすめるが、鉄道駅は設置されていない。最寄り駅は同線豊春駅で、下蛭田348番地18の地点よりおよそ900 m離れている。地図上では同線東岩槻駅が近い地域もある。

### 道路
- 埼玉県道2号さいたま春日部線
- 市道1-18号線 - 豊春駅のすぐ南側の通り。春バスが通る

### バス
地内に路線バスの路線は設定されていない。
春日部市コミュニティバス「春バス」
「武里駅〜豊春駅ルート」が設定され、「下蛭田東」停留所が設置されている（詳細は当該項目を参照）。

## 地域

### 公園
- 下蛭田下道公園
- 豊春第2公園
- 豊春第12公園
- 豊春第23公園
- 豊春第27公園

### 施設
- 花積幼稚園
- 下蛭田地区集会所 - 東光院・薬師堂跡に立地。墓地や富士塚が残る。